# Nederländernas Grand Prix 1955
Nederländernas Grand Prix 1955 var det femte av sju lopp ingående i formel 1-VM 1955. 

## Resultat
1. Juan Manuel Fangio, Mercedes-Benz, 8 poäng
2. Stirling Moss, Mercedes-Benz, 6
3. Luigi Musso, Maserati, 4
4. Roberto Mières, Maserati, 3+1
5. Eugenio Castellotti, Ferrari, 2
6. Jean Behra, Maserati
7. Mike Hawthorn, Ferrari
8. Hermano da Silva Ramos, Gordini
9. Louis Rosier, Ecurie Rosier (Maserati)
10. Jacques Pollet, Gordini
11. Johnny Claes, ENB (Ferrari)

### Förare som bröt loppet
- Maurice Trintignant, Ferrari (varv 65, växellåda)
- Robert Manzon, Gordini (44, transmission)
- Horace Gould, Gould's Garage (Maserati) (23, snurrade av)
- Karl Kling, Mercedes-Benz (21, snurrade av)
- Peter Walker, Moss (Maserati) (2, hjullager)